# Nicolaus von Below

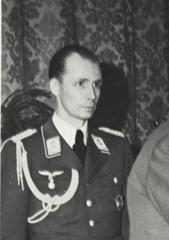
Nicolaus von Below

Georg Ludwig Heinrich Nicolaus Freiherr von Below (Jargelin, Alemania; 20 de septiembre de 1907-Detmold, 24 de julio de 1983) fue un coronel de la Luftwaffe, enlace y ayudante (edecán) de Adolf Hitler en el Reichstag durante la Segunda Guerra Mundial.

## Biografía
Nicolaus von Below nació en 1907 en Jargelin, una localidad de Pomerania, en el seno de una familia de la nobleza alemana.
En 1937, a sus 29 años, Hermann Göring lo asignó como edecán de Hitler en la cancillería, fue en este puesto, muy cercano al dictador alemán y era invitado frecuente de las reuniones del Berghof junto a su esposa, María von Below. Tanto Below como su esposa a quien Hitler estimaba, fueron receptores de varias confidencias del estadista y además fueron amigos íntimos de Albert Speer.
María von Below, quien llamaba a su esposo Klaus, afirmó en una entrevista a posteriori que su esposo era totalmente apolítico, decente y de figura solemne, y que guardó una lealtad férrea a Hitler.
Él fue testigo a fines de julio de 1944, cuando el general de la Luftwaffe, Wolfram von Richthofen le pidió a Hitler que tanteara la posibilidad de una paz:

Me quedé consternado cuando lo oí, Sabía que Hitler estaba menos dispuesto que nunca a oír ese tema... Hitler le respondió que ya había tanteado ese tema y que las condiciones ofrecidas eran absolutamente intolerables...

A raíz de una de esas reuniones en 1944, Von Below escuchó por primera vez de boca de Hitler que la guerra estaba perdida: 

Sé que la guerra está perdida, la superioridad del enemigo es demasiado grande...[...] jamás nos rendiremos, podemos ir para abajo pero iremos con un mundo con nosotros

Nicolas von Below estaba presente en el extremo opuesto a Hitler, en la Wolfsschanze cuando ocurrió el  atentado de Stauffenberg del cual salió solo con heridas superficiales, y debido a su origen noble cayó bajo los recelos del Führer alejándole del círculo de confianza; pero sin pedir su cambio.  
En abril de 1945, Von Below fue invitado por Albert Speer a presenciar la última actuación de la Orquesta Filarmónica de Berlín antes de la caída de la ciudad,  fue un ocupante más del búnker de la Cancillería y uno de los firmantes del testamento privado de Hitler, redactado poco después del matrimonio entre Eva Braun y Hitler, el 29 de abril de 1945.

[Eva Braun]... era encantadora y servicial y no mostró ninguna debilidad hasta el último momento.

Se le autorizó la salida del búnker en la noche del 29 de abril junto a otras personalidades.
Fue capturado por fuerzas inglesas en Renania y permaneció en cautiverio hasta 1947. Escribió un libro autobiográfico denominado At side of Hitler (Al lado de Hitler).
Von Below declaró ante el jurado de Núremberg que nada sabía de la Solución Final y que solo se enteró en el mismo juicio de los horrores de los campos de concentración. Posteriormente, en su obra Al lado de Hitler, Von Below describió que le llegaron informes acerca de ejecuciones masivas en Ucrania y que cuando recababa detalles de estas ejecuciones se le decía que se trataban de ejecuciones de partisanos.

Le pedí [a Karl Wolff] que investigase y me informase. Como no tuve noticias lo abordé...[...]. Me dió una respuesta muy ambigua acerca de unos casos de sabotajes y me pidió que me abstuviera de pedir nuevas averiguaciones...

Nicolaus von Below y esposa intentaron sin éxito,  ayudar con sus testimonios a líderes nazis en los Juicios de Núremberg, en especial a Wilhelm Keitel y al general Alfred Jodl y mantuvieron su amistad con Albert Speer mientras cumplía condena en Spandau.
Nicolaus von Below falleció en 1983 en Detmold, Alemania, a los 76 años de edad.

## Obras
- At side Hitler´s (2001). ISBN 1-85367-468-0.